# Gölbaşı (Ankara)
Gölbaşı (dt.: Zufluss im Sinne von in einen See mündender Nebenfluss/Wasserlauf, vgl. den im Deutschen etymologisch entsprechenden Ortsnamen Seeshaupt) ist eine Stadtgemeinde von Ankara in der Türkei, deren Gebiet sich mit dem des gleichnamigen Verwaltungsbezirks (İlçe) deckt. Die Gemeinde gehört zur Großstadtkommune Ankara (Ankara Büyükşehir Belediyesi) und bildet seit 1984 eine der Stadtgemeinden.
Im Stadtlogo ist die Jahreszahl 1965 abgebildet. Dies verweist vermutlich auf das Jahr der Erhebung zur Stadtgemeinde (Belediye/Belde) hin.
Zur 14. Volkszählung (am 22. Oktober 2000) bestand der Verwaltungsbezirk aus der Stadt Gölbaşı (Şehir, 35.308 Einw.), drei Gemeinden (Belediye: Bezirhane 2.103 / Karagedik 3.272 / Selametli 1.790 Einw.) und 31 Dörfern (Köy, insgesamt 20.129 Einw.).
Ende 2022 bestand die Stadtgemeinde aus 54 Stadtteile (Mahalle) mit durchschnittlich 2.780 Einwohnern. Davon ist Bahçelievler mit 25.960 Einwohnern der größte. 
Auf der Gemarkung befinden sich die abflusslosen, historisch z. T auch ausgetrockneten Seen Mogan und Eymir und einige grüne Gebiete. Auch wenn der Eymir-See der Technischen Universität des Nahen Ostens gehört und somit nur beschränkt besucht werden kann, ist Gölbaşı ein beliebtes Ausflugsziel für die Bevölkerung von Ankara.